# Пирс, Сьюзан
Сьюзан Пирс (англ. Susan Pearse, полное имя Susan Beatrice Pearse; 1878—1980) — английская иллюстратор детских книг, особенно известна иллюстрированием книг об Ameliaranne. Также принимала участие в иллюстрировании «Детской энциклопедии» Артура Ми.

## Биография
Родилась 19 января 1878 года в лондонском районе Кеннингтон.
Получила образование в школе King Edward’s School в Саутварке.
В конце 1919 года вышла замуж за коллегу — художника Уолтера Вебстера, но в своей профессиональной деятельности использовала девичью фамилию. Среди круга своих друзейа была известна как Трисси Вебстер (Trissy Webster).
Работая иллюстратором, стала известной своими произведениями серии детских книг про Ameliaranne. Она также создавала рисунки для поздравительных открыток и часто включала в свои работы изображения кукол.
Свои последние годы художница прожила в деревне Блюбери графства Беркшир, примерно в 50 милях к западу от Лондона, в местечке особенно популярном среди писателей и художников, в числе которых были: Джон Ревел, Кеннет Грэм и Маргерит Стин.
Умерла 2 января 1980 года в собственном доме в лондонском районе Фулем.

## Творчество
Сьюзан Пирс проиллюстрировала 20 детских книг разных авторов, выпущенных в период с 1920 по 1950 год ныне не существующим издательством George G. Harrap. Это было достаточно необычно, чтобы восемь разных писателей работали с одним иллюстратором. Все книги были посвящены девочке Ameliaranne, которая была старшей дочерью бедной прачки, миссис Стиггинс, у которой было ещё пятеро детей. Истории этих книг представляют собой рассказы о молодой девушке, столкнувшейся в жизни с разными ситуациями, которые требовалит от неё воображения и изобретательности, чтобы разрешить их. Книги удивительно последовательны, учитывая их разных авторов (все женщины), но их настоящая сила и привлекательность были обусловлены именно очаровательными иллюстрациями Сьюзан Пирс.
Книги, первоначально опубликованные одним издательством, в последующем большинство из них были переизданы, иногда с другими названиями:
| - Ameliaranne and the Green Umbrella (Constance Heward, 1920) - Ameliaranne keeps Shop (Constance Heward, 1928) - Ameliaranne, Cinema Star (Constance Heward, 1929) - Ameliaranne in Town (Natalie Joan, 1930) - Ameliaranne at the Circus (Margaret Gilmour, 1931) - Ameliaranne and the big Treasure (Natalie Joan, 1932) - Ameliaranne’s Prize Package (Eleanor Farjeon, 1933) - Ameliaranne’s Washing Day (Eleanor Farjeon, 1934) - Ameliaranne at the Seaside (Margaret Gilmour, 1935) - Ameliaranne at the Zoo (K. L. Thompson, 1936) | - Ameliaranne at the Farm (Constance Heward, 1937) - Ameliaranne gives a Party (Constance Heward, 1938) - Ameliaranne Camps Out (Constance Heward, 1939) - Ameliaranne keeps School (Constance Heward, 1940) - Ameliaranne Goes Touring (Constance Heward, 1941) - Ameliaranne and the Jumble Sale (Eileen Osborne, 1943) - Ameliaranne gives a Concert (Margaret Gilmour, 1944) - Ameliaranne Bridesmaid (Ethelberta Morris, 1946) - Ameliaranne goes Digging (Lorna Wood, 1948) - Ameliaranne’s Moving Day (Ethelberta Morris, 1950) |

Другие книги, проиллюстрированные Пирс:
- The Magic Fishbone: A Holiday Romance From the Pen of Miss Alice Rainbird, Aged 7 (Чарльз Диккенс)
- The Trial of William Tinkling, Written by Himself at the Age of 8 Years (Чарльз Диккенс)
- The Twins and Tabiffa (Constance Heward)
- The Ice Maiden (Ханс Кристиан Андерсен)